# Асмат
Асмат — папуаський народ, що проживає в однойменному регіоні провінції Папуа в Індонезії. Населяє південно-західне узбережжя острова Нова Гвінея, займаючи територію приблизно 19 000 квадратних кілометрів. Район мешкання асматів лежить у межах національного парку Лоренц, що охороняється ЮНЕСКО. Чисельність народу оцінюється приблизно в 70 000. Асмати відомі своєю технікою різьблення по дереву, їхні вироби високо цінують колекціонери.
Термін «Асмат» використовується при визначенні самого народу і регіону, який вони населяють.

## Історія
До 1950-х віддалене місце проживання племені асмат ізолювало їх від інших народів. Тільки в середині XX століття вони почали контактувати з іншими народами. Спочатку асмат мали репутацію мисливців за головами і канібалів і їх воліли не тривожити.
Уперше дослідники побачили аборигенів з палуби корабля голландського торговця Яна Карстенца в 1623 році. Фактично першими, хто висадився на берег асмат, були капітан Джеймс Кук і його команда (недалеко від сучасного села Пірімапун) 3 вересня 1770 року. Згідно з журналами Кука, невеликий загін з корабля «HM Endeavour» зіткнувся з групою воїнів асмат; відчуваючи загрозу, дослідники швидко відступили. У 1826 інший голландський дослідник Колфф кинув якір приблизно в тій самій області, де висаджувалася команда капітана Кука.
Коли воїни асмат почали лякати відвідувачів гучними шумами і вибухами білого порошку, команда Колффа вирішила піти. Голландці, які здобули суверенітет над західною половиною острова в 1793, не займалися дослідженнями до початку 1900-х, коли вони встановили урядовий пост у Мерауке на південному сході. Звідти було відправлено кілька експедицій з метою досягнення центрального гірського пасма. Вони пройшли через землі асматів і зібрали деякі зоологічні екземпляри й експонати.
Пізніше вони були привезені в Європу, де викликали великий інтерес і, ймовірно, вплинули на творчість західних художників-модерністів і сюрреалістів, таких як Анрі Матіс, Марк Шагал та Пабло Пікассо.
Перший колоніальний пост на землях папуасів був встановлений 1938 року в поселенні Агатс. Ця маленька застава була закрита в 1942-му через початок Другої світової війни. Після війни тут розгорнув свою діяльність голландський місіонер Г. Зегваард. У 1953 році він знову встановив пост у Агатс, який мав стати урядовим штабом і основою для римо-католицьких місіонерів. Після цього почалося активне вивчення народу асмат.
Католицьким місіонерам, багато хто з яких мав вчені ступені в галузі антропології, вдалося переконати аборигенів припинити людоїдство й полювання за головами, одночасно заохочуючи проведення інших культових заходів (племінних церемоній), які були включені в адаптовану католицьку літургію.
Асмат став стартовим пунктом важкої об'єднаної французько-голландської експедиції з півдня до північного узбережжя Нової Гвінеї в 1958—1959, пізніше записки команди про експедицію послужили основою для написання книги і сценарію документального фільму «Між небом і землею», який здобув «Оскар» у 1961 році.
У листопаді 1961 року 22-річний Майкл Рокфеллер, син Нельсона Рокефеллера, зник у землях папуасів, коли його човен перекинувся під час експедиції.
У 1962 році індонезійський уряд змінив адміністрацію західної Нової Гвінеї.

## Сучасність
У наші дні папуаси асмат, як і раніше, живуть досить ізольовано, а їхні найважливіші культурні традиції все ще сильні, хоча складно заперечувати вплив зовнішнього світу за останні десятиліття. Деякі асмати здобули вищу освіту в Індонезії і Європі. Адміністрація регіону прагне впровадити нові знання у сфері охорони здоров'я, комунікацій і освіти, при цьому зберігаючи одвічні культурні традиції. На острові заготовлюється багато лісу і риби.
У 2000 році папуаси асмат створили організацію Lembaga Musyawarah Adat Asmat (LMAA), яка є цивільним об'єднанням, що відстоює інтереси цього народу. LMAA співпрацює з іншими організаціями і заснувала окремі традиційні підради, в числі яких ФАР (Forum Adat Rumpun). У 2004 цей регіон став окремою адміністративною одиницею або так званим Кабупатен. Главою місцевого органу влади був обраний Юфен Біакей, колишній директор AMCP і нинішній голова LMAA.

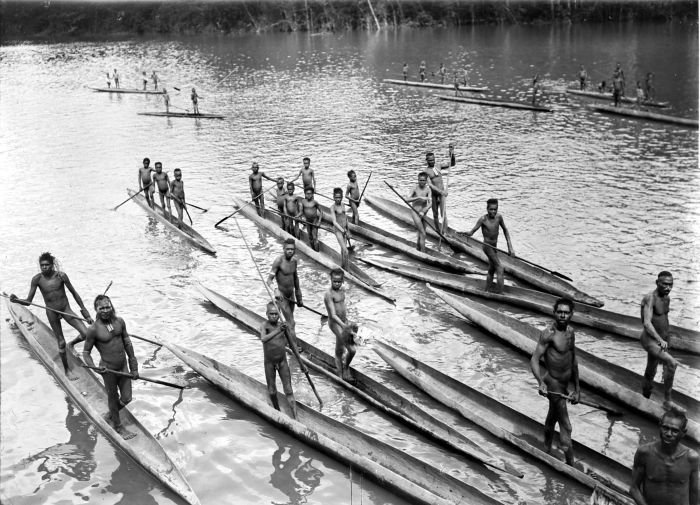
Асмат фотографія під час третьої Південної Нової гвінейської експедиції в 1912-13.

## Культура та релігія
Природа стала провідним чинником, що вплинув на асматів, оскільки їхні культура і спосіб життя істотно залежать від природних ресурсів, що добуваються в лісах, річках та морях. Асмати переважно живуть за рахунок крохмалю, що видобувається з пальм саго, риби, лісової дичини та інших видів тварин і рослин, наявних на острові. Через щоденні повені житла асматів зазвичай будуються на кілька метрів вище за рівень землі — на дерев'яних балках.
У деяких острівних регіонах аборигени жили в будиночках на деревах, іноді розташованих за 25 метрів від землі.
Асмати завжди надавали велике значення шануванню предків, особливо шанували воїнів. На знак поваги предків папуаси майстерно вирізують з дерева справжні витвори мистецтва. Багато таких експонатів зібрані в музеях усього світу, серед яких найвідоміші, — з зібрань Майкла Рокфеллера в музеї Метрополітен в Нью-Йорку.
У минулому серед більшості чоловіків була поширена полігамія (багатоженство). Часто чоловіки повинні були одружуватися на дружині родича, що помер, інакше жінка з дітьми залишалися без захисту й засобів до існування. Згідно з деякими джерелами, більшість чоловіків асматів мала тривалі ритуальні сексуальні/дружні стосунки з іншими чоловіками (мбаї). Про систему мбаї також відомо, що чоловічі пари ділили між собою дружин, що дістало назву «papitj».
Ймовірно, місіонерський вплив у минулі десятиліття понизив число таких явищ, як «мбаї» і «papitj».
Від 1964 до 1968 після короткого періоду під новою індонезійською адміністрацією, в якій культурним церемоніям народів Асмат офіційно перешкоджали, місцевий єпископ Альфонс Соуода сприяв відродженню різьблення по дереву й інших культових ремесел. Церква зусиллями священиків Тобіаса Шнеєбаума і Урсули Конрад створила «Музей Культури народів асмат (AMCP)» у місцевому місті Агатс 1973 року. Він був заснований для підтримки місцевих культурних традицій.
Щороку на початку жовтня церква спонсорує змагання й аукціон з виробів з дерева, щоб відзначити найкращих різьбярів.

## Мова і етнічні підгрупи
Лінгвістична класифікація рідної мови народів асмат дещо проблематична, але взагалі характеризується як підгрупа мовної сім'ї Нової Гвінеї. Деякі племена, що говорять мовами лінгвістичної сім'ї асмат і живуть поблизу від них (наприклад, Каморо і Семпан), є етнічно відмінними від асмат.
Мовну групу асмат можна представити у вигляді свого роду «парасольки», від якої відходять ще 12 етнічних підгруп зі спільними лінгвістичними й культурними рисами. Ці дванадцять груп асмат включають такі мовні підгрупи: джоїрат, емарі дукур, бісмам, бекембуб, сімаї, кенекап, унір сіран, унір імпак, сафан, араматак, брас і юпмаккаїн (Joirat, Emari Ducur, Bismam, Becembub, Simai, Kenekap, Unir Siran, Unir Epmak, Safan, Aramatak, Bras і Yupmakcain).
Своєю чергою, ці групи говорять ще п'ятьма діалектами (береговий асмат, яусакор асмат, центральний асмат, північний асмат, сітак). Але переважно вони ідентичні й радше належать до мовної групи асмат.